# Arnold Joost van Keppel

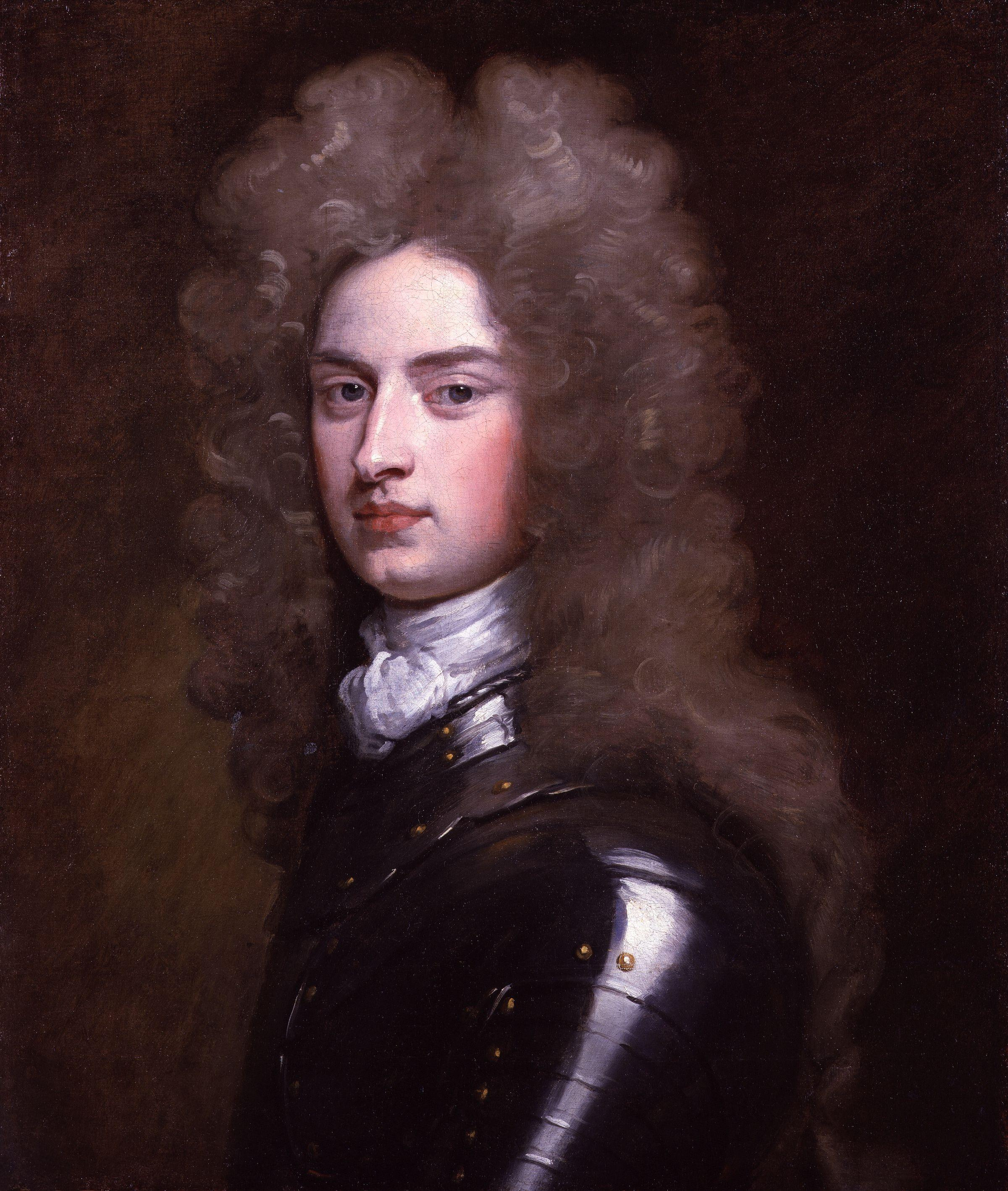
Arnold Joost van Keppel, de 1st Earl of Albemarle. Er zijn nog 20 portretten van hem bekend.

Wapen van het Nederlandse adellijke geslacht Van Keppel, takken Old-oolde en Woolbeek (1814)

Arnold Joost van Keppel (Zutphen, 1670 — Den Haag, 30 mei 1718), graaf van Albermarle, was een Engels-Nederlands edelman die als gunsteling van Willem III van Oranje een vooraanstaande positie en grote rijkdom verwierf. Hij was een zoon van Oswald van Keppel en Anna Geertruid van Lintelo.

## Levensloop
Hij werd geboren als telg uit een Gelderse familie en studeerde in Cambridge. Hij kwam als page in de entourage van Willem III terecht, met wie hij in 1688 de reis naar Engeland maakte. In 1690 werd hij als kamerjonker (Groom of the Bedchamber) eveneens opgenomen in de Engelse koninklijke hofhouding. In het najaar van 1690 maakte hij grote indruk op de koning toen hij geen moment klaagde over de pijn van een gebroken been na een jachtincident. Daarna nam zijn invloed bij de koning snel toe. Vanaf ongeveer 1693 werd Van Keppel gezien als de grote rivaal van Hans Willem Bentinck, de favoriet van Willem III. In mei 1695 werd hij benoemd tot Master of the Robes, waarvoor hij het aanzienlijke inkomen van £ 2.000 per jaar ontving. Bovendien nam hij zijn intrek in Kensington Palace.
Van de koning ontving hij de financiële middelen om het Gelderse landgoed De Voorst bij Zutphen te kopen, waar hij een paleis liet bouwen en uitgebreide tuinen met fonteinen liet aanleggen. In 1697 werd hij in de adelstand verheven tot Graaf van Albemarle. Het snelle succes van deze jongeman, die volgens getuigen onervaren maar zeer charmant en knap was, riep geruchten in het leven over een vermeende homoseksuele relatie tussen Keppel en Willem III. Volgens bisschop Gilbert Burnet was Van Keppels succes ‘quick and unaccountable’, maar volgens staatssecretaris James Vernon was hij ‘a fine gentleman [who] deserves the favour he is in’.
Voor zijn rivaal Bentinck was Van Keppels succes de reden om in 1697 zijn ontslag aan te bieden, wat Willem III aanvankelijk weigerde. Pas in 1699 zou Bentinck zich definitief terugtrekken uit de politiek. De rivaliteit tussen de twee gunstelingen was echter niet alleen van persoonlijke aard, maar had ook een politieke dimensie. Bentinck was gelieerd aan de politieke partij van de Whigs die na 1697 in verval was geraakt, terwijl Keppel juist de opkomende partij van de Tories steunde. Na 1699 was Van Keppel de onbetwiste favoriet van Willem III. In 1700 ontving hij de Orde van de Kouseband. Na de dood van de koning-stadhouder, in 1702, verliet hij Engeland en keerde terug naar de Republiek. Als Nederlands generaal was hij betrokken bij de veldtochten in de Spaanse Successieoorlog. In 1712 werd hij gevangengenomen in Denain. In 1718 overleed hij, 48 jaar oud.